# Ribeirão dos Cristais
Ribeirão dos Cristais är ett vattendrag i Brasilien.   Det ligger i delstaten Minas Gerais, i den sydöstra delen av landet, 600 km sydost om huvudstaden Brasília.
I omgivningarna runt Ribeirão dos Cristais växer huvudsakligen savannskog. Runt Ribeirão dos Cristais är det ganska tätbefolkat, med 166 invånare per kvadratkilometer.